# Shandong Taishan FC
El Shandong Taishan FC (en xinès: 山东 鲁能 泰山 足球 俱乐部) és un club de futbol de la Xina, de la ciutat de Jinan, a la província de Shandong. Va ser fundat el 1993 i juga a la Superlliga xinesa. És propietat de Shandong Electric Power Group Corporation.

## Història
El Shandong Luneng és un club de futbol recent, i com a antecessors va tenir el Club Shandong Provincial creat a l'abril del 1956. El 2 de desembre del 1993 es va fundar el Shandong Taishan (en xinès, 山东 泰山 足球 俱乐部), posteriorment el 5 de gener del 1998 va canviar el seu nom pel de Shandong Luneng, després de ser comprat pel Grup Shandong Luneng, el major proveïdor d'energia elèctrica de la província de Shandong. Malgrat la seva recent història el Shandong Luneng ha guanyat títols importants a nivell nacional en els anys 1990 i en els anys 2000.

## Palmarès
- Lliga xinesa de futbol:[5]
  - 1999, 2006, 2008, 2010, 2021

- Copa xinesa de futbol:[6]
  - 1995, 1999, 2004, 2006, 2014, 2020, 2021, 2022

- Supercopa xinesa de futbol:
  - 2015

- Supercopa de la Lliga xinesa de futbol:
  - 2004